# 아리안 1
아리안 1(영어: Ariane 1)은 유럽 우주국에서 사용했던 우주발사체이다. 아리안 시리즈의 첫 번째 로켓이다. 주목할 만한 발사 성과로는 지오토 탐사선의 발사를 성공시킨 것이 있다.

## 구조
아리안 1의 발사 시의 중량은 약 210,000 kg 이고, 아리안 1은 정지 천이 궤도에 최대 1850 kg 의 1기 혹은 소형 위성 2기를 올릴 수 있다. 이전에 유럽 각국이 공동 개발했던 경험을 참고하여 프랑스 주도로 개발되었다.
아리안 1은 4단 로켓이다. 1단에는 Société Européenne de Propulsion(프랑스 국립 항공 엔진 개발 건설 회사)가 개발한 4기의 바이킹 엔진을 사용한다. 2단에는 1기의 바이킹 엔진을 사용하며, 3단에는 액체 산소/액체 수소 추진 로켓 엔진을 사용한다. 4단에는 1기의 고체 추진 로켓 부스터를 사용한다.
이런 형식의 아리안 로켓의 기본 구조는 아리안 4까지 계승되었다.

## 발사 역사
아리안 1은 1979년 12월 24일 남아메리카의 프랑스령 기아나의 기아나 우주 센터에서 최초 발사에 성공했다. 2번째 발사는 1980년에 있었는데, 제1단의 바이킹 엔진 중 1기의 연소가 불안정해 발사에 실패했다. 3번째 발사는 성공해 3기의 위성을 궤도에 올렸다. 아리안 1의 마지막 발사 시험인 4번째 발사도 성공했다.
다음의 5번째 발사는 아리안 1의 최초의 상업적인 발사였는데, 발사 7분 후에 3단 엔진의 터보 펌프가 고장났기 때문에 실패했다. 이후 6회의 발사는 모두 성공했다.
1985년 7월 2일, 아리안 1의 10번째 발사로 핼리 혜성 탐사선 지오토의 발사에 성공했다.
민간에 위성 사진을 제공하는 스팟 위성(SPOT) 1호는 1986년 2월 22일에 아리안 1의 최후 발사가 되는 11번째의 발사로 궤도 진입에 성공했다.

### 발사 기록
| 순서 | 일시             | 탑재체                                     | 발사대 | 비고                                              |
| ---- | ---------------- | ------------------------------------------ | ------ | ------------------------------------------------- |
| 1    | 1979년 12월 24일 | CAT 1                                      | ELA 1  | 성공                                              |
| 2    | 1980년 5월 23일  | Firewheel Subsat-1,2,3,4, Amsat P3A, CAT 2 | ELA 1  | 실패(제1단 엔진 중 1기의 문제가 원인)             |
| 3    | 1981년 6월 19일  | 메테오샛 2, APPLE, CAT 3                   | ELA 1  | 성공                                              |
| 4    | 1981년 12월 20일 | MARECS 1, CAT 4                            | ELA 1  | 성공                                              |
| 5    | 1982년 9월 10일  | MARECS B, Sirio 2                          | ELA 1  | 실패(발사 7분 후에 3단 엔진에 발생한 문제가 원인) |
| 6    | 1983년 6월 16일  | ECS 1, Amsat P3B                           | ELA 1  | 성공                                              |
| 7    | 1983년 10월 19일 | 인텔샛 507                                 | ELA 1  | 성공                                              |
| 8    | 1984년 2월 5일   | 인텔샛 508                                 | ELA 1  | 성공                                              |
| 9    | 1984년 5월 23일  | 스페이스넷 1                               | ELA 1  | 성공                                              |
| 10   | 1985년 7월 2일   | 지오토                                     | ELA 1  | 성공                                              |
| 11   | 1986년 2월 22일  | 스팟 1, 바이킹                             | ELA 1  | 성공                                              |